# Bulbophyllum quadrangulare
Bulbophyllum quadrangulare là một loài phong lan thuộc chi Bulbophyllum.